# Germana Cousin
Germana Cousin (Frouzins, 1579 – Pibrac, 15 giugno 1601) è stata una giovane donna francese. Beatificata nel 1854, è stata proclamata santa da papa Pio IX nel 1867.

## Biografia

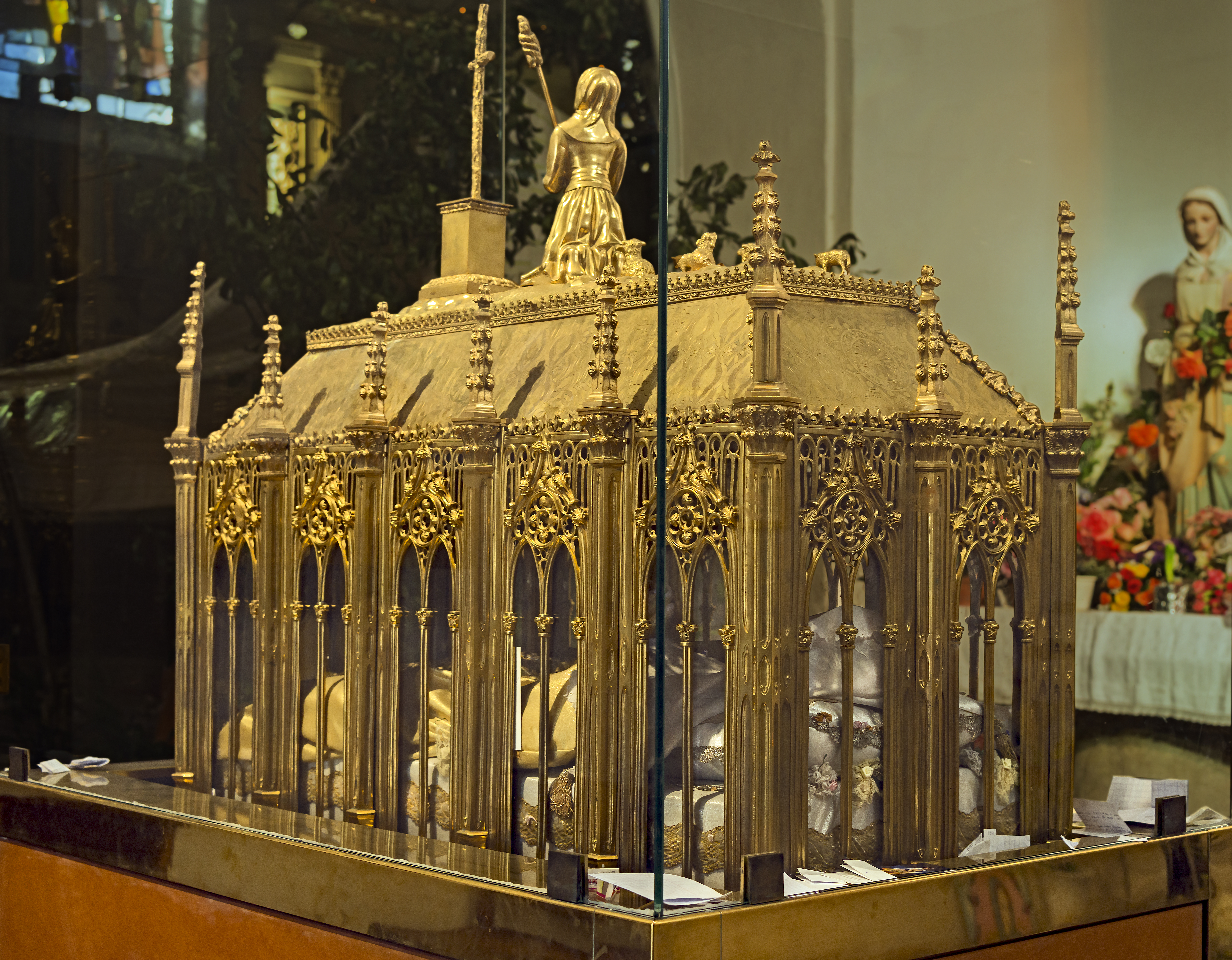
Reliquiario della santa

Nacque in un piccolo abitato non lontano da Tolosa in una famiglia di modesta condizione. Dalla nascita ebbe una deformazione congenita al braccio destro e fu sempre di costituzione molto gracile. Sin da piccola si ammalò di scrofolosi, malattia che le deturpò il viso per tutta la vita. Rimase orfana di madre poco dopo la sua nascita. Il padre si risposò con una donna che si curò ben poco di lei. Essendo impensabile per lei accedere all'istruzione o avere prospettive di matrimonio, fu mandata a pascolare le pecore, restando a dormire con loro nell'ovile.
Iniziò a frequentare la chiesa del suo paese e divenne molto devota, andando a messa e recitando il rosario tutti i giorni. Alcuni la deridevano chiamandola bigotta. Prese quindi a parlare con i suoi compagni più poveri, pastori e fanciulli come lei, degli insegnamenti ricevuti al catechismo, raccogliendo intorno a sé molti ragazzi cui spesso portava da casa delle pagnotte di pane per sfamarli.
La tradizione devozionale racconta che un giorno d'inverno Germana, dopo aver riempito il grembiule di pane, si accingeva a portarlo ai poveri, quando i genitori se ne accorsero e la rimproverarono; ma quando il grembiule venne aperto, era pieno di fiori invece che di pane.
Morì sola, appena ventiduenne, nella stalla dove dormiva, il 15 giugno 1601.

## Culto
Secondo la tradizione, il corpo, riesumato 40 anni dopo la sua morte, era intatto. I resti di santa Germana Cousin sono conservati in una cassa nella chiesa di Santa Maria Maddalena a Pibrac, ove'è stata eretta in suo onore l'omonima basilica.
Fu beatificata il 29 maggio 1854 e canonizzata il 29 giugno 1867 da papa Pio IX. Viene considerata patrona dei pastori e pellicciai e della gioventù "a rischio".